# Shreveport Challenger
Il Shreveport Challenger è stato un torneo professionistico di tennis giocato su campi in cemento. Faceva parte dell'ATP Challenger Series. L'unica edizione si è disputata a Shreveport negli Stati Uniti.

## Albo d'oro

### Singolare
| Anno | Campione           | Finalista    | Punteggio |
| ---- | ------------------ | ------------ | --------- |
| 1978 | Francisco González | Marcelo Lara | 7–6, 6–2  |

### Doppio
| Anno | Campioni                       | Finalisti                     | Punteggio     |
| ---- | ------------------------------ | ----------------------------- | ------------- |
| 1978 | Rejean Genois Ramiro Benavides | Woody Blocher Dave Bohrnstedt | 7–6, 4–6, 6–2 |